# Consolidated Steel Corporation

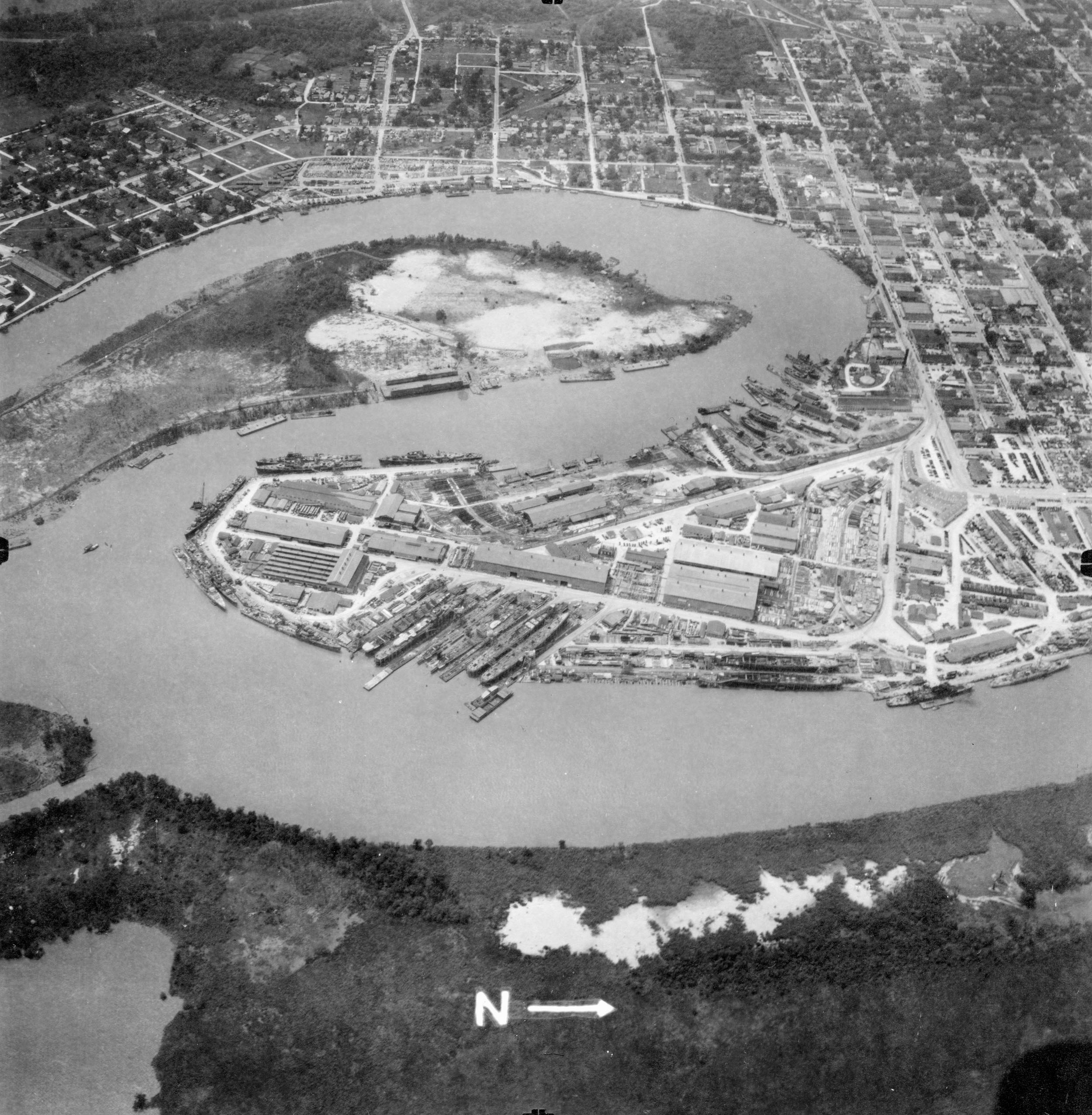
Територія суднобудівного заводу «Консолідейтед Стіл Корпорейшн» в Орандж. 1 травня 1945

«Консолідейтед Стіл Корпорейшн» (англ. Consolidated Steel Corporation) — американська суднобудівна та сталеливарна компанія, що існувала з 1928 до 1964 року. Створена 18 грудня 1928 року в результаті злиття Llewellyn Iron Works, Baker Iron Works і Union Iron Works, компанія будувала кораблі під час Другої світової війни в двох основних місцях: Вілмінгтон, Каліфорнія, і Орандж, Техас. Компанія вийшла на суднобудівний бізнес у 1939 році. У 1948 році компанія Consolidated Steel, яка зараз є піонером у виробництві трубопроводів великого діаметру, була перейменована в Consolidated Western Steel і придбана компанією U.S. Steel. У 1950-х роках компанія виготовляла наземне обладнання для ракетної системи Project Nike. У 1964 році «Консолідейтед» було об'єднано з American Bridge Division.

## Відомі кораблі та судна, побудовані «Консолідейтед Стіл Корпорейшн»
| - Ескадрені міноносці типу «Флетчер» «Олік», «Чарльз Осберн», «Клакстон», «Дайсон», «Гаррісон», «Джон Роджерс», «Маккі», «Мюррей», «Спростон», «Вільям Портер», «Янг» - Ескадрені міноносці типу «Гірінг» «Коррі», «Нью», «Холдер», «Річ», «Джонстон», «Роберт Маккард», «Семуель Робертс», «Бейзілон», «Карпентер», «Гокінс», «Дункан», «Генрі Таккер», «Роджерс», «Перкінс», «Вісоул», «Лірі», «Дайс», «Борделон», «Фюрс», «Ньюмен Перрі», «Флойд Паркс», «Джон Крейг», «Орлек», «Брінклі Басс», «Стіккел», «О'Хара», «Мередіт» - Ескортні міноносці типу «Едсалл» «Едсалл», «Джейкоб Джонс», «Гаманн», «Роберт Пірі», «Піллсбері», «Поуп», «Флагерті», «Фредерік Девіс», «Герберт Джонс», «Дуглас Говард», «Фаркгар», «Дж. Р.Блейклі», «Гілл», «Фессенден», «Фіске», «Фрост», «Г'юз», «Інч», «Блейр», «Браф», «Шатлен», «Ньюнзер», «Пул», «Петерсон», «Гарвесон», «Джойс», «Кіркпатрік», «Леопольд», «Менгес», «Мослі», «Ньюелл», «Прайд», «Фелгаут», «Лау», «Томас Гері», «Брістер», «Фінч», «Кречмер», «О'Рейлі», «Койнер», «Прайс», «Стрікленд», «Форстер», «Деніель», «Рой Гейл», «Дейл Петерсон», «Мартін Рей» - Ескортні міноносці типу «Баклі» «Татум», «Борум», «Мелой», «Гейнс», «Рунелз», «Голліз», «Гансон», «Мейджер», «Віден», «Веріан», «Скроггінс», «Джек Вілкі» - Ескортні міноносці типу «Джон Батлер» «Джон Батлер», «О'Флагерті», «Реймонд», «Річард Сьюсенс», «Аберкромбі», «Оберрендер», «Роберт Брезіер», «Едвін Говард», «Джессі Рутерфорд», «Кі», «Джентрі», «Троу», «Моріс Мануель», «Найфег», «Дойл Барнс», «Кеннет Віллетт», «Джаккард», «Ллойд Акрі», «Джордж Девіс», «Мак», «Вудсон», «Джонні Гатчінс», «Волтон», «Ролф», «Пратт», «Ромбах», «Макгінті», «Елвін Кокрелл», «Френч», «Сесіл Дойл», «Тадеус Паркер», «Джон Вільямсон», «Преслі», «Вільямс» |